# Бистриця (Надвірнянський район)
Би́стриця (до 1946 року — Рафáйлова; пол. Rafajłowa) — село Надвірнянського району Івано-Франківської області. Входить у Поляницьку сільську громаду.

## Назва
7 червня 1946 року указом Президії Верховної Ради УРСР село Рафайлова Надвірнянського району перейменовано на село Бистриця і Рафайлівську сільську раду — на Бистрицька.

## Герб
Щит перетятий золотим і лазуровим. У першій частині з лазуровою зубчастою главою зелене листя клена, дуба та калини в балку. У другій частині срібна риба із червоними плямами.

## Історія
У польській історіографії село відоме передовсім за битвою під Рафайловою, що відбулася в ході Першої світової війни у ніч з 23 на 24 січня 1915 року між польськими легіонами та російськими військами.
За часів Другої Речі Посполитої Рафайлова входила до Станіславського воєводства. Тут був пост польської прикордонної охорони, яка у березні 1939 р. розстріляла полонених вояків Карпатської Січі.

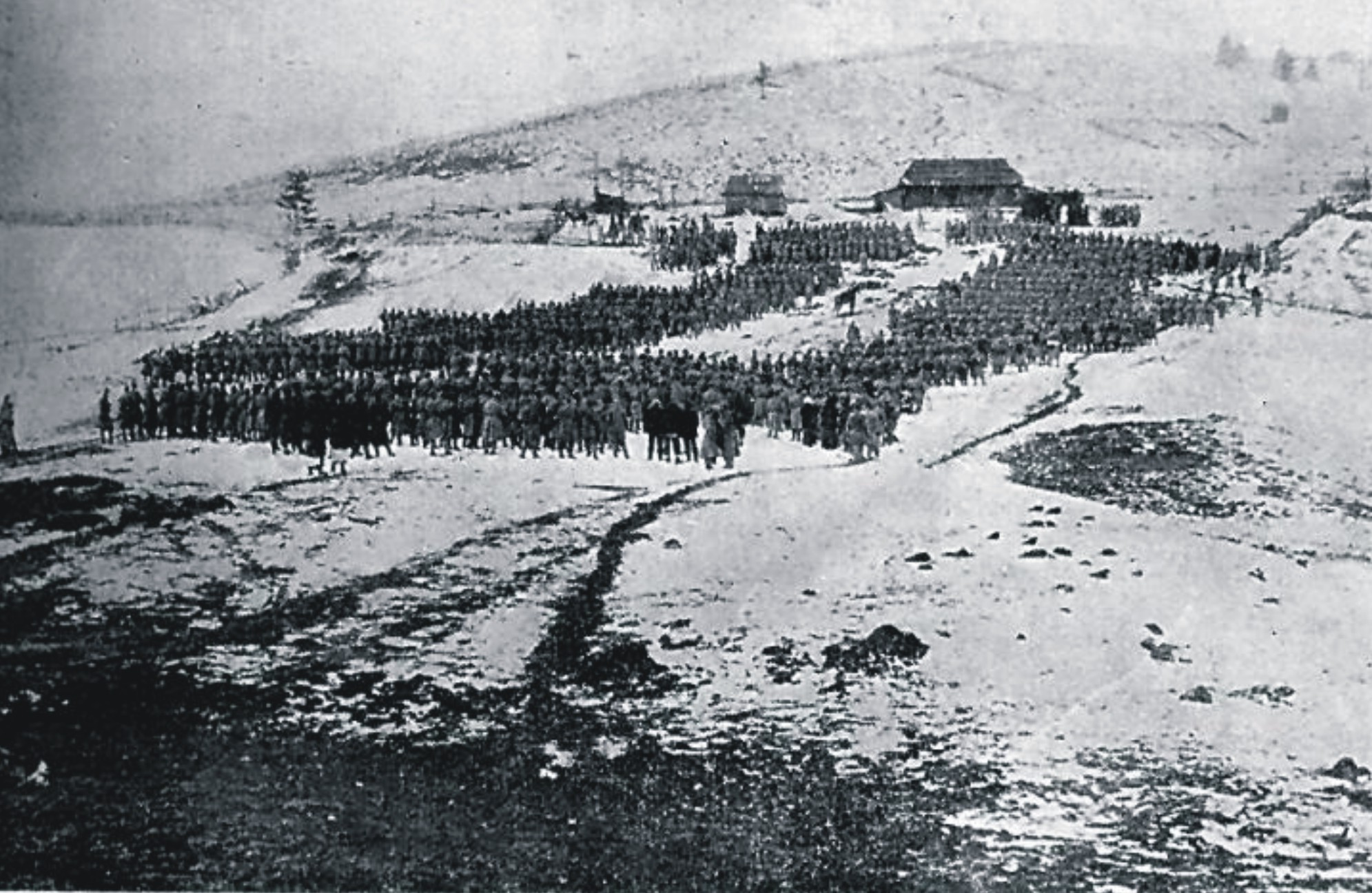
Легіони в селі під час Першої світової війни (1915 рік)
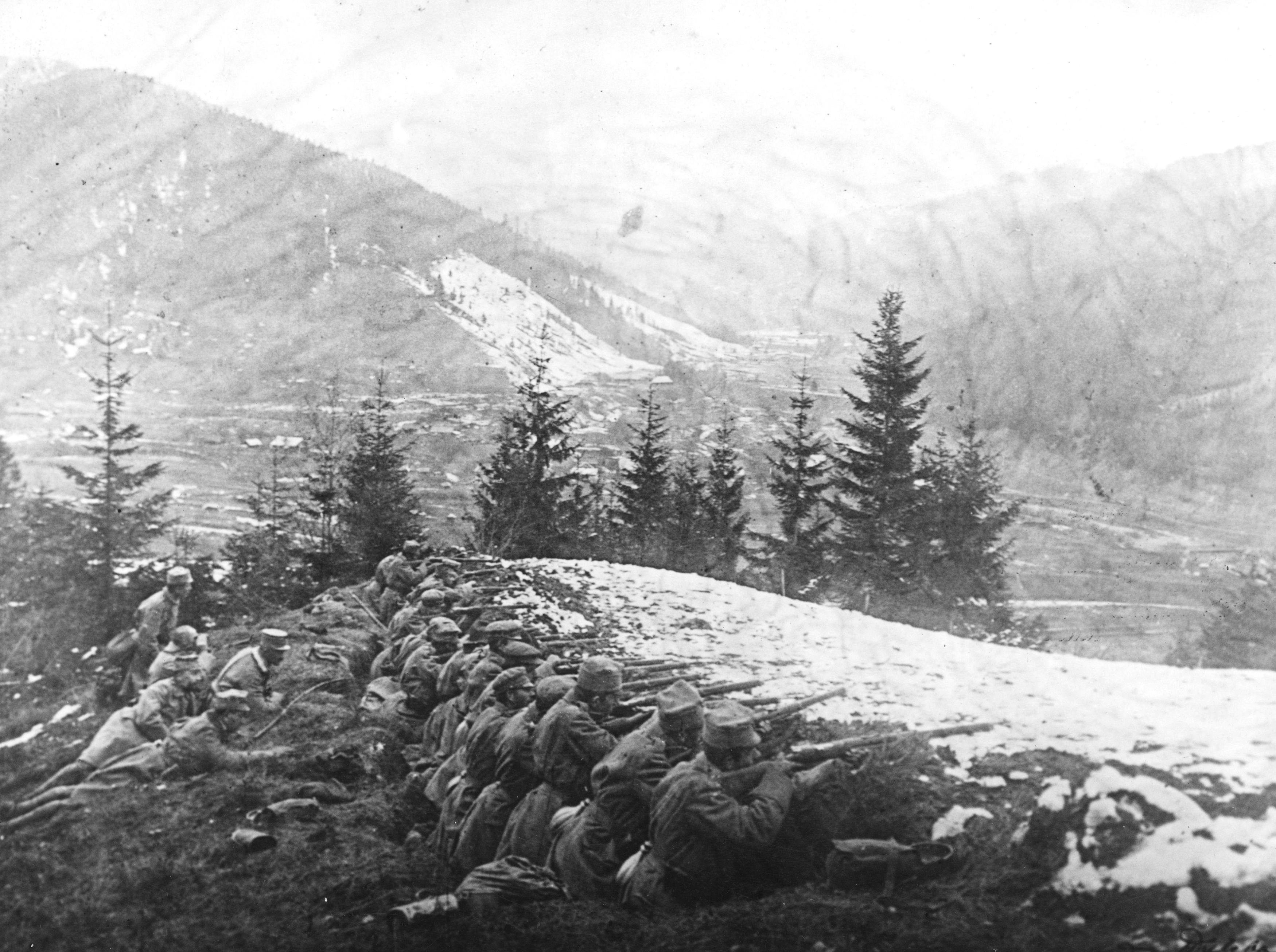
Польсько-австрійська піхота зустрічає російські війська між селами Бистриця та Зелена (1914 рік)
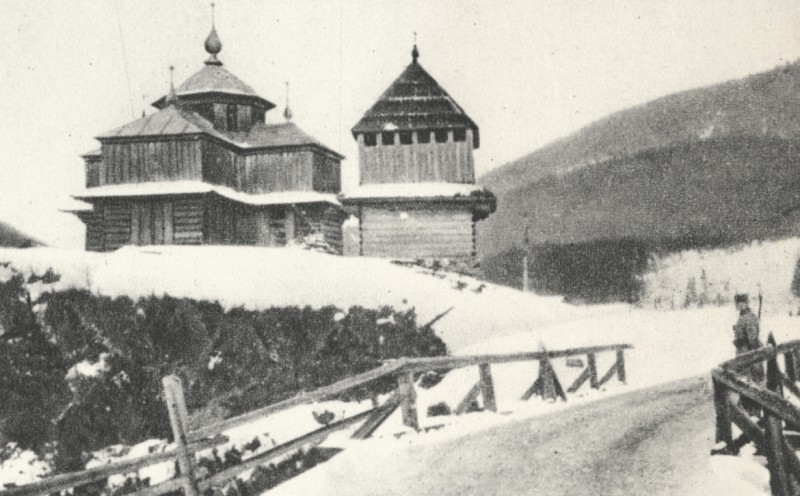
Церква села під час Першої світової війни
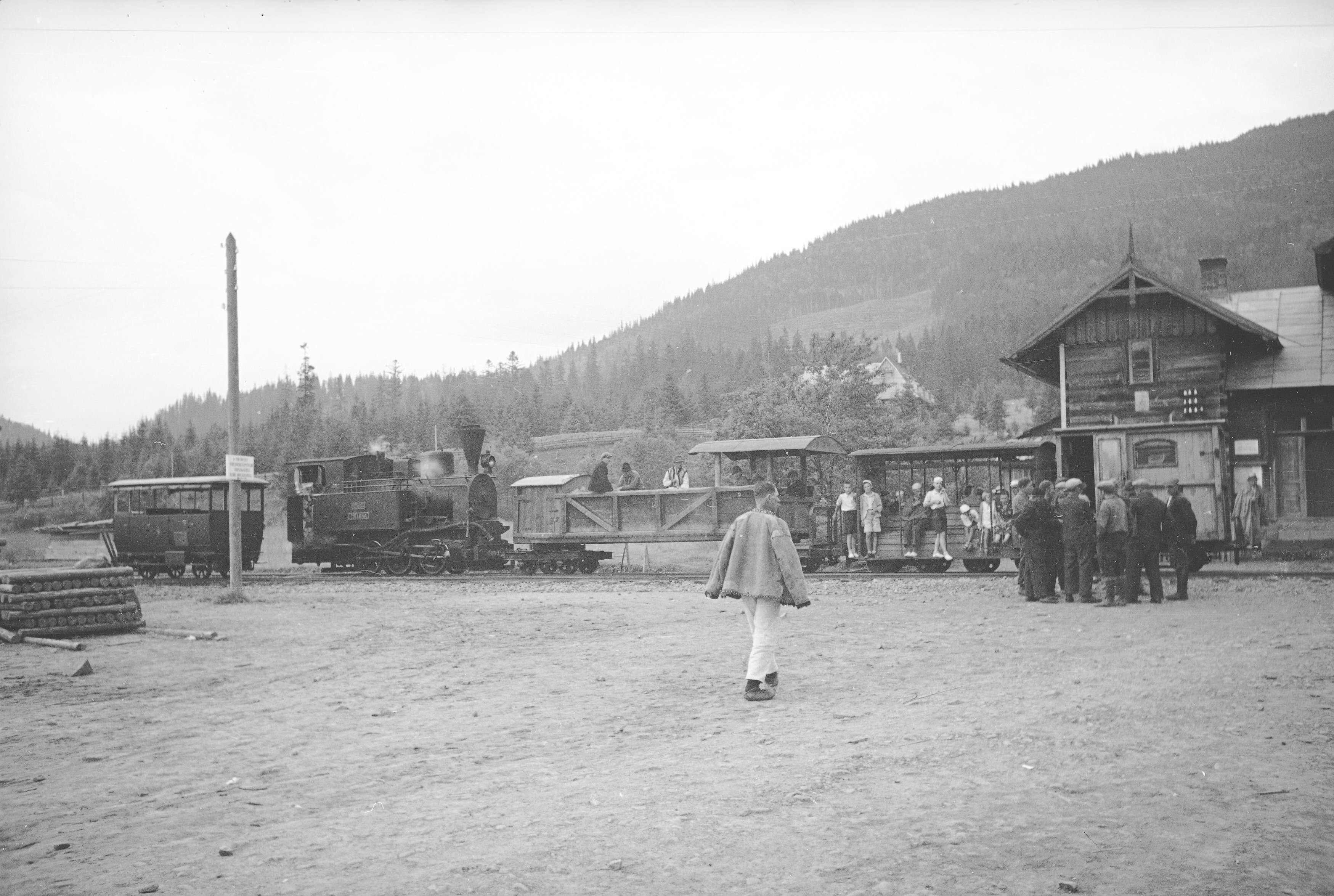
Вузькоколійка в селі (1938 рік)
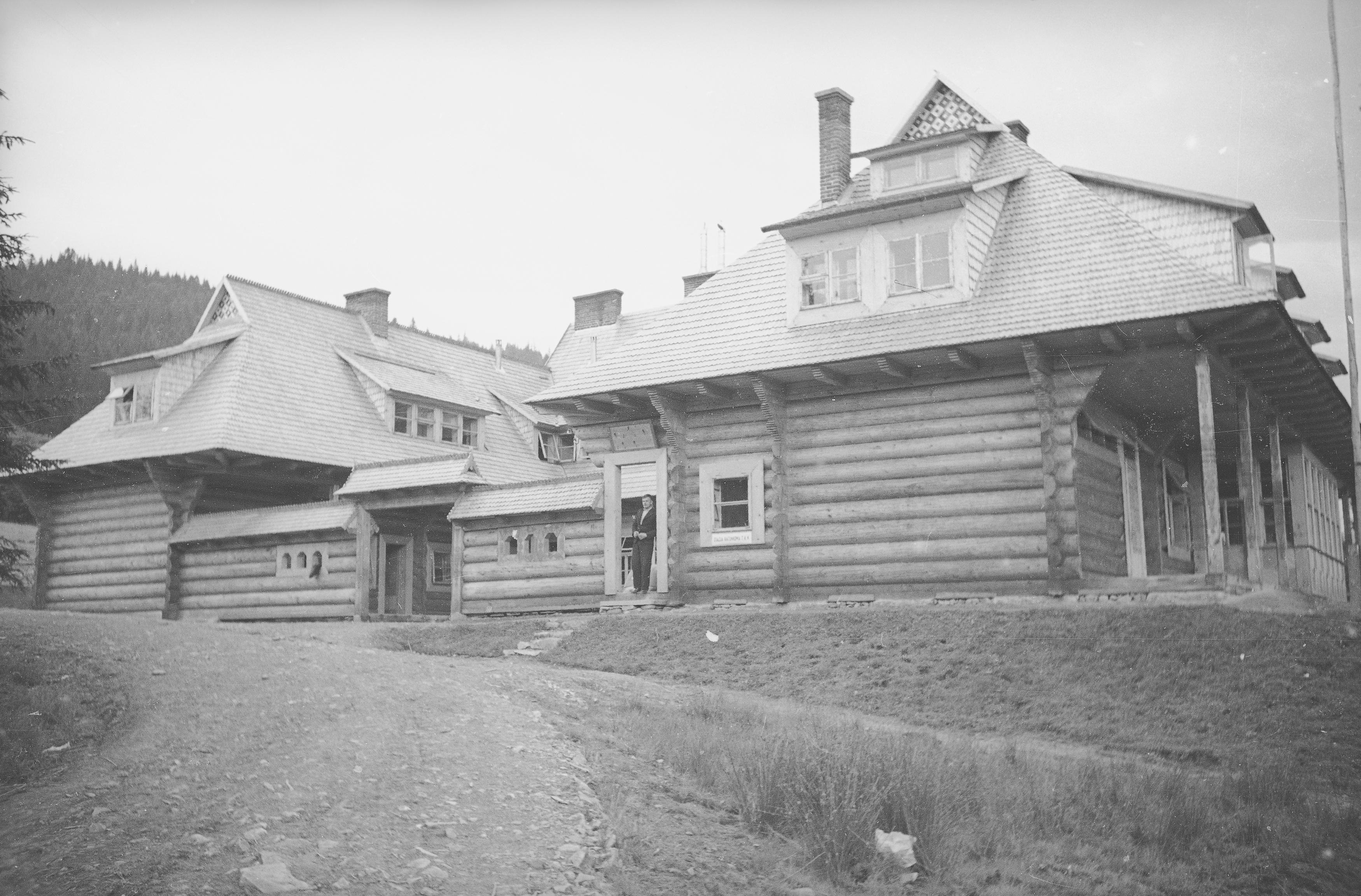
Туристичний притулок (1938 рік)
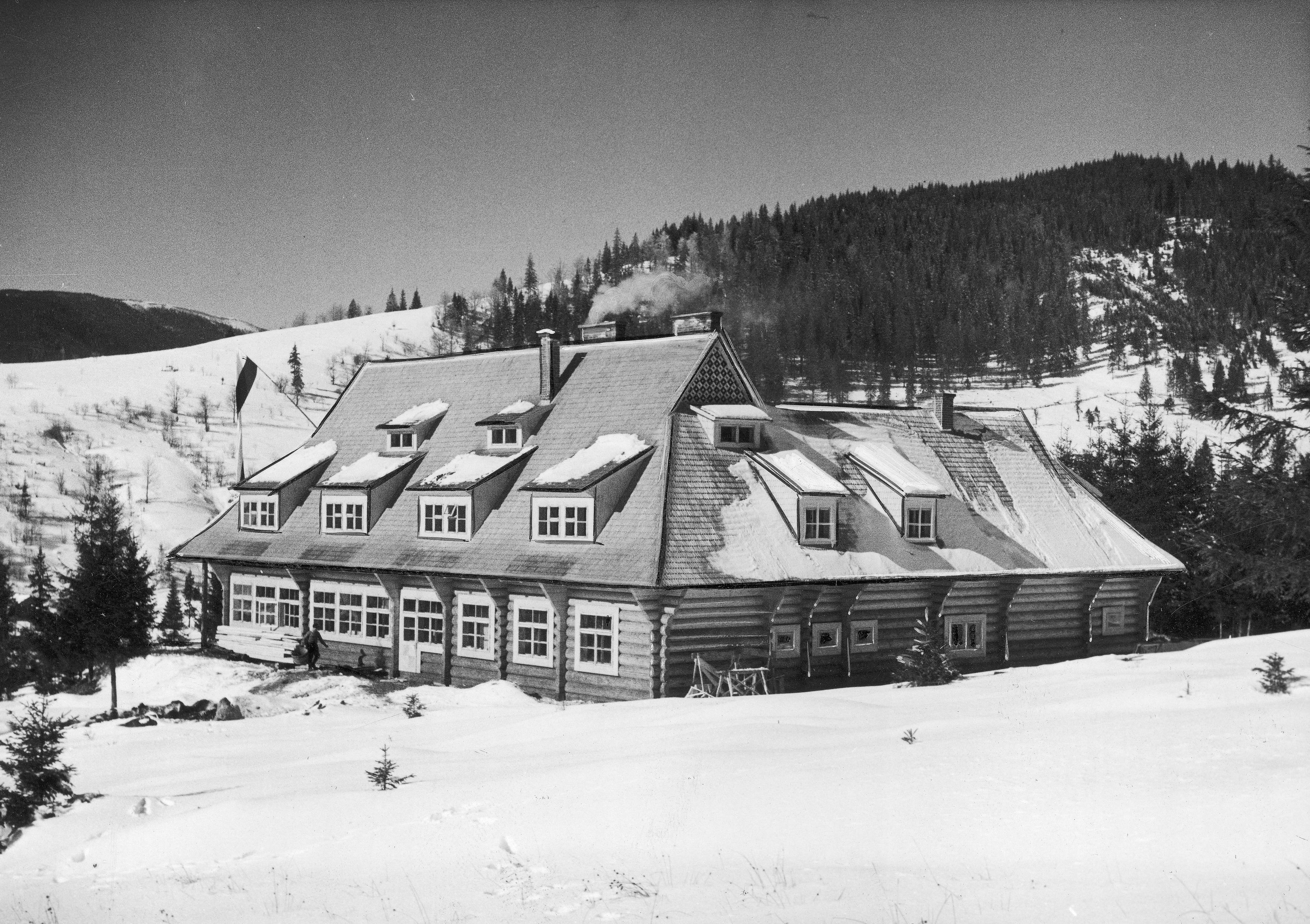
Туристичний притулок (1938 рік)

## Загальна інформація
Населення села становить 1068 осіб, площа — 2,1 км².
З районним центром село зв'язане автодорогою Надвірна — Бистриця. До складу сільради входять село Климпуші та селища Згари й Причіл.
У селі розташовано три лісництва: Довжинецьке, Бистрицьке та Річанське. Бистриця розташована в горах і є популярною базою для гірських походів.
У Бистриці є загальноосвітня школа I—III ступенів, дитячий садок «Гуцулочка», бібліотека, будинок культури, лікарська амбулаторія, філія зв'язку.
На території села зареєстровані дві церкви: УПЦ «Святого Юрія», отець Михайло Герилюк, та УГКЦ «Святого Юрія», отець Григорій Данчишин.

## Географія
Розташоване за 34 км від районного центру та 36 км від залізничної станції Надвірна. Через село протікає річка Бистриця Надвірнянська та її притоки — Салатрук і Довжинець, потоки Рафайловець, Добромирецький та Дзюрдзинець. На захід від села розташований перевал місцевого значення — Легіонів, на північний захід — заповідне урочище Салатрук та водоспад Салатручіль.

### Клімат
| Клімат Бистриці         | Клімат Бистриці | Клімат Бистриці | Клімат Бистриці | Клімат Бистриці | Клімат Бистриці | Клімат Бистриці | Клімат Бистриці | Клімат Бистриці | Клімат Бистриці | Клімат Бистриці | Клімат Бистриці | Клімат Бистриці | Клімат Бистриці |
| Показник                | Січ.            | Лют.            | Бер.            | Квіт.           | Трав.           | Черв.           | Лип.            | Серп.           | Вер.            | Жовт.           | Лист.           | Груд.           | Рік             |
| Середній максимум, °C   | −4              | −3              | 2               | 8               | 14              | 16              | 18              | 18              | 14              | 8               | 2               | −2              | 7               |
| Середня температура, °C | −7              | −6              | −2              | 4               | 9               | 12              | 14              | 14              | 9               | 5               | −1              | −5              | 4               |
| Середній мінімум, °C    | −9              | −9              | −5              | 0               | 5               | 8               | 9               | 9               | 5               | 1               | −4              | −7              | 0               |
| Норма опадів, мм        | 3.2             | 4.2             | 12.1            | 32.6            | 65.9            | 84.2            | 82.4            | 64.8            | 52.7            | 34.6            | 16.2            | 7.3             | 460.2           |
| Днів з опадами          | 5,4             | 4,7             | 6,1             | 8,2             | 11,1            | 11,7            | 10,9            | 8,8             | 7,7             | 6,8             | 6,2             | 5,8             | 93,4            |
| Днів з дощем            | 4,6             | 3,8             | 4,7             | 6,5             | 10,6            | 11,7            | 10,9            | 8,8             | 7,5             | 6               | 5               | 4,6             | 84,7            |
| Днів зі снігом          | 0,8             | 1               | 1,5             | 1,7             | 0,5             | 0               | 0               | 0               | 0,1             | 0,8             | 1,1             | 1,2             | 8,7             |
| ----------------------- | --------------- | --------------- | --------------- | --------------- | --------------- | --------------- | --------------- | --------------- | --------------- | --------------- | --------------- | --------------- | --------------- |
| Джерело: Weather Spark  |                 |                 |                 |                 |                 |                 |                 |                 |                 |                 |                 |                 |                 |

## Транспорт
Тричі на день із Надвірної прибуває автобус.

### Вузькоколійна залізниця
Лісовозна вузькоколійка Надвірна—Бистриця (33 км), шириною колії 760 мм, була побудована австрійською владою в 1897-01 рр. Потім були добудовані гілки на Довжинець (1902-03 рр., 10 км), Салатрук (1913 р., 9 км), Хрепелів (1904 р., 5 км) і Добошанку (1926 р.) Всі лінії були перешиті на 750 мм в 1947 р. Тоді ж бокові гілки були подовжені.
Система сильно постраждала від повені в 1968 р. і була закрита, за винятком ділянки Бистриця—Салатрук, яка проіснувала до 1978 р.
На лінії працювали паровози ПТ4, Гр і мотовози ТУ2МК і МУЗ-4.

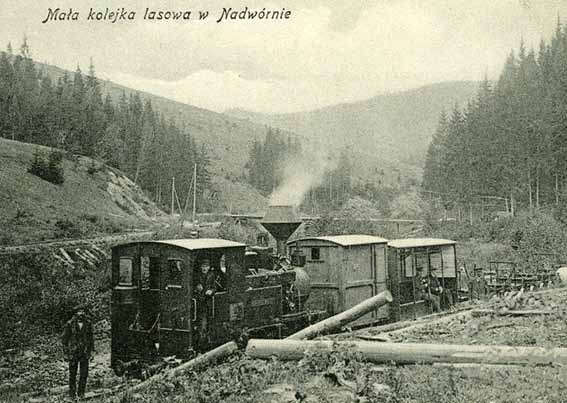
Вузькоколійний потяг у верхів’ях р. Бистриця Надвірнянська
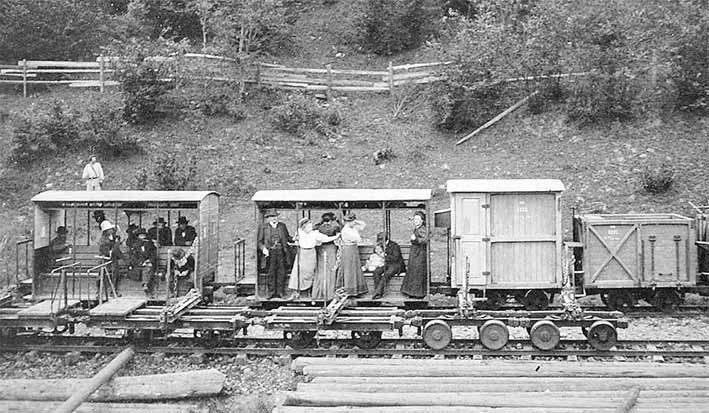
Оглядові вагончики на лінії Надвірна – Зелена
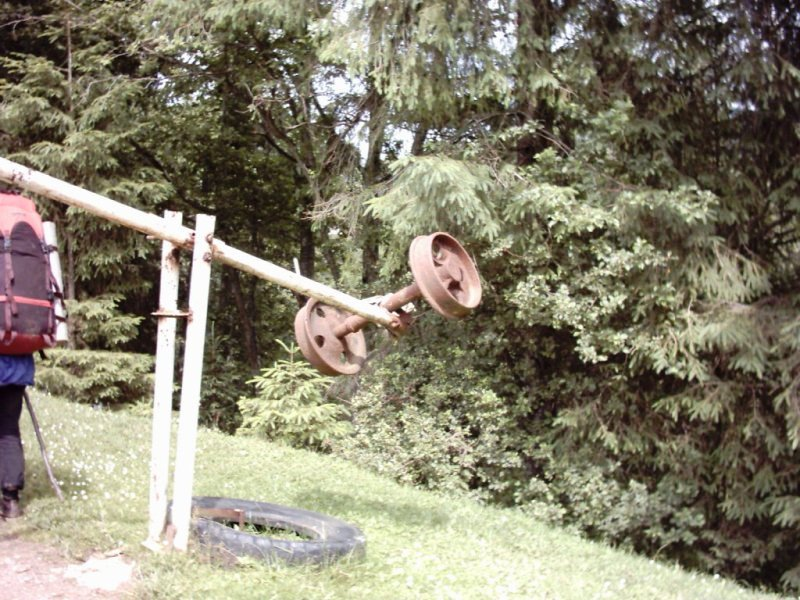
Колісна пара на шлагбаумі, 2005 рік
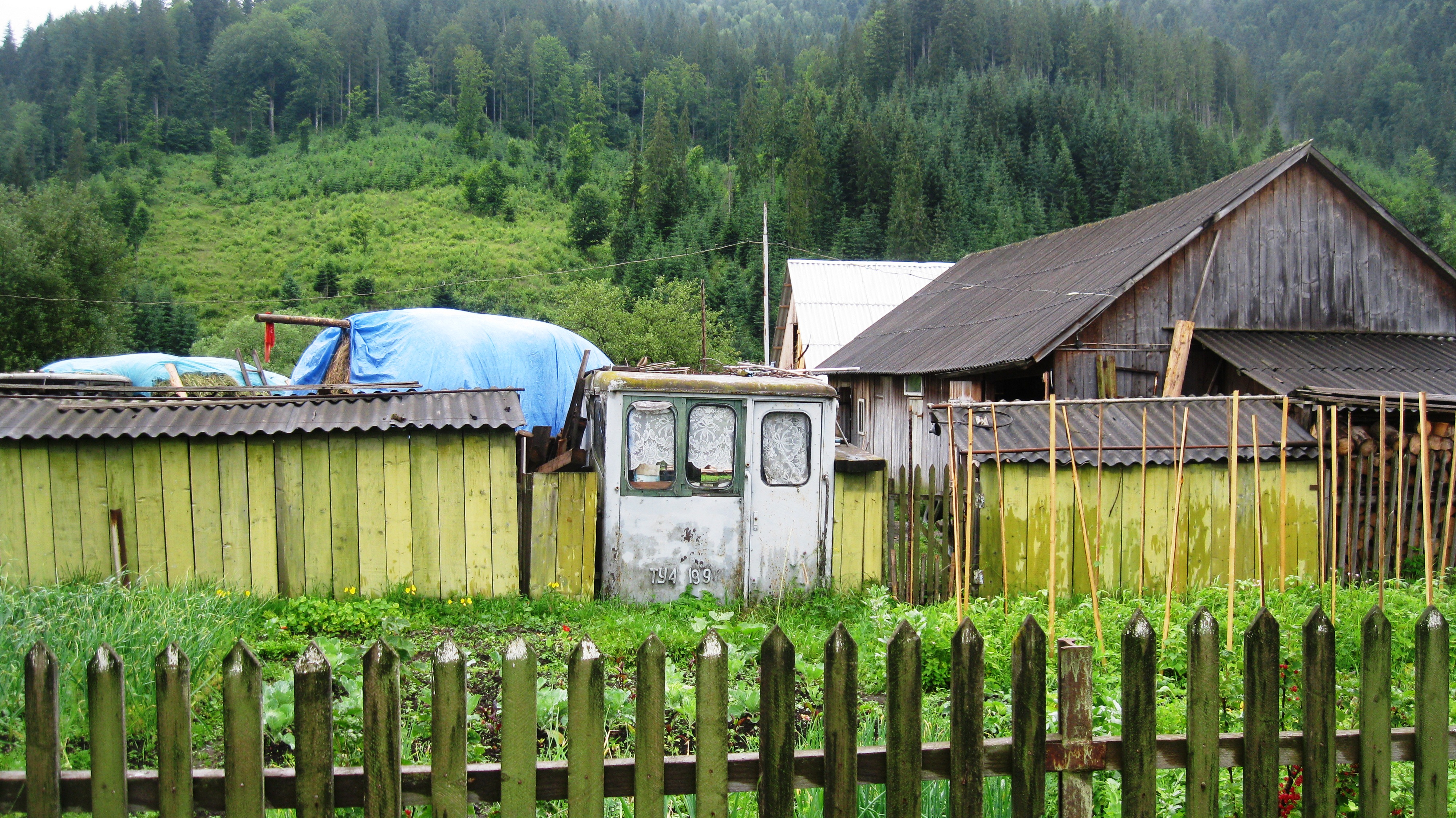
Кабіна тепловоза ТУ4 в садибі

## Туризм
Бистриця фактично є останнім селом, де є цивілізація (магазини), перед підйомом у гори. Тому село є базовим пунктом для відправки у гори або поповнення запасів. Якщо рушати ліворуч із Бистриці, то можна потрапити на перевал Столи, хребет Довга—Плоска та Довбушанку. Якщо піти прямо через молдавський притулок, то виходиш на хребет Братківська під Чорну Клеву та під власне Братківську. Якщо піти праворуч, то через Боярин та Окопи виходиш до Пекла або прямо до полонини Рущина та хребта Сивуля.

## Природно-заповідний фонд
- Урочище Тавпіширка — заповідне урочище в Українських Карпатах, у масиві Ґорґани.
- Урочище Салатрук — заповідне урочище в Українських Карпатах, у масиві Ґорґани.
- Тавпиширківський ботанічний заказник — ботанічний заказник загальнодержавного значення.
- Озірна — комплексна пам'ятка природи місцевого значення

## Церква Святого Юрія

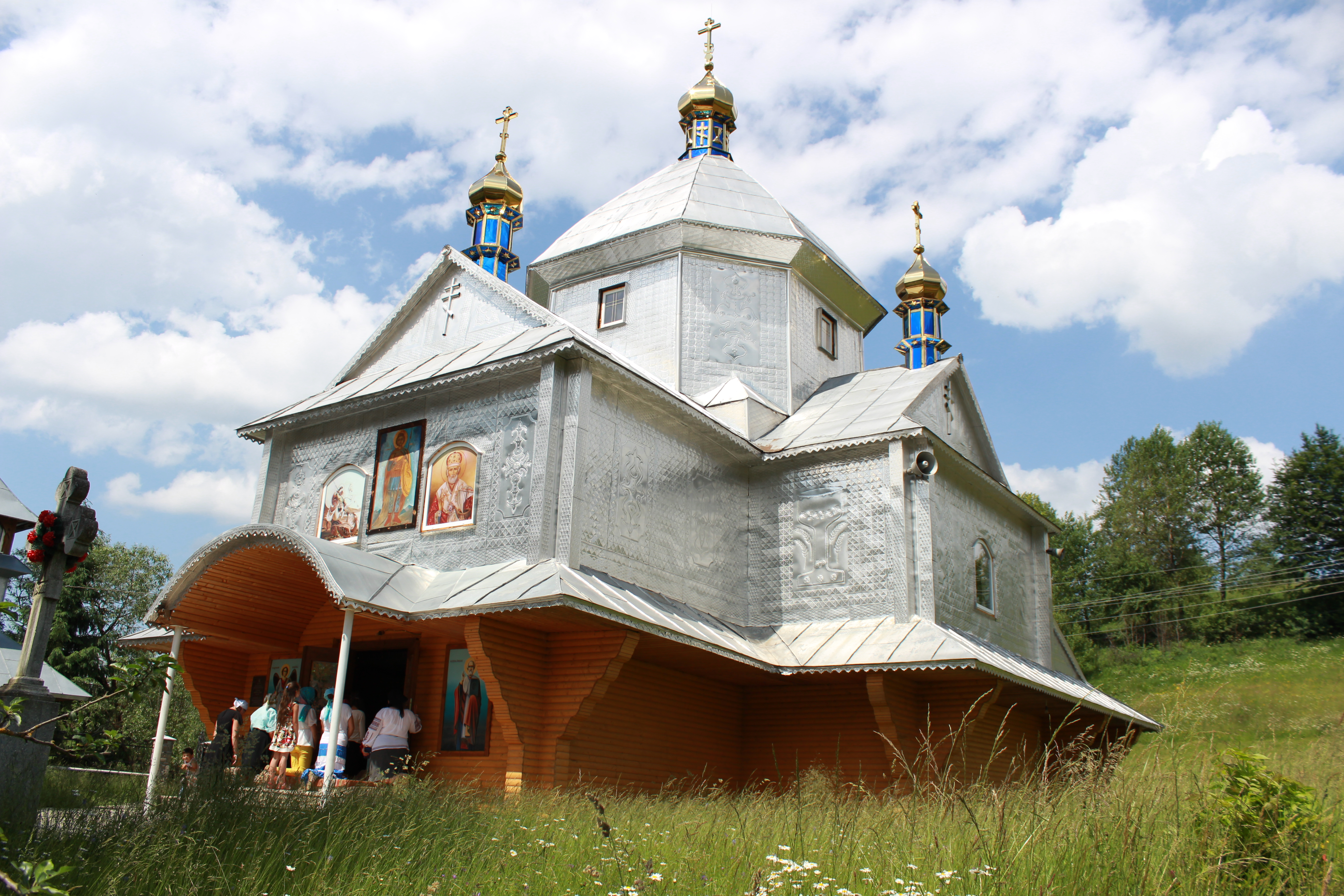
Дерев'яна церква святого Юрія

Докладніше: Церква Святого Великомученика Юрія Переможця (Бистриця)
Церква Святого Великомученика Юрія Переможця — хрещата в плані, однобанна, побудована з смерекових брусів, перекрита карбованою алюмінієвою бляхою (опасання, стіни і дахи над опасанням). До вівтаря прибудовано ризниці. Опасання розташоване на вінцях зрубів навколо церкви. Церкву почали будувати в 1922 році на місці попередньої та завершили в 14 жовтня 1924 року. У радянський період церква охоронялась як пам'ятка архітектури Української РСР (№ 1183). У 1970 році покриття з гонту було замінене на бляшане. Використовується громадою Православної церкви України. В храмі з 2012 року служить о. Михайло Герилюк.

## Народилися
Анастасія Хіминець (5 листопада 1928, до шлюбу Кузюк, псевдо «Тополя» і «Леся») — повстанська зв'язкова.

## Галерея

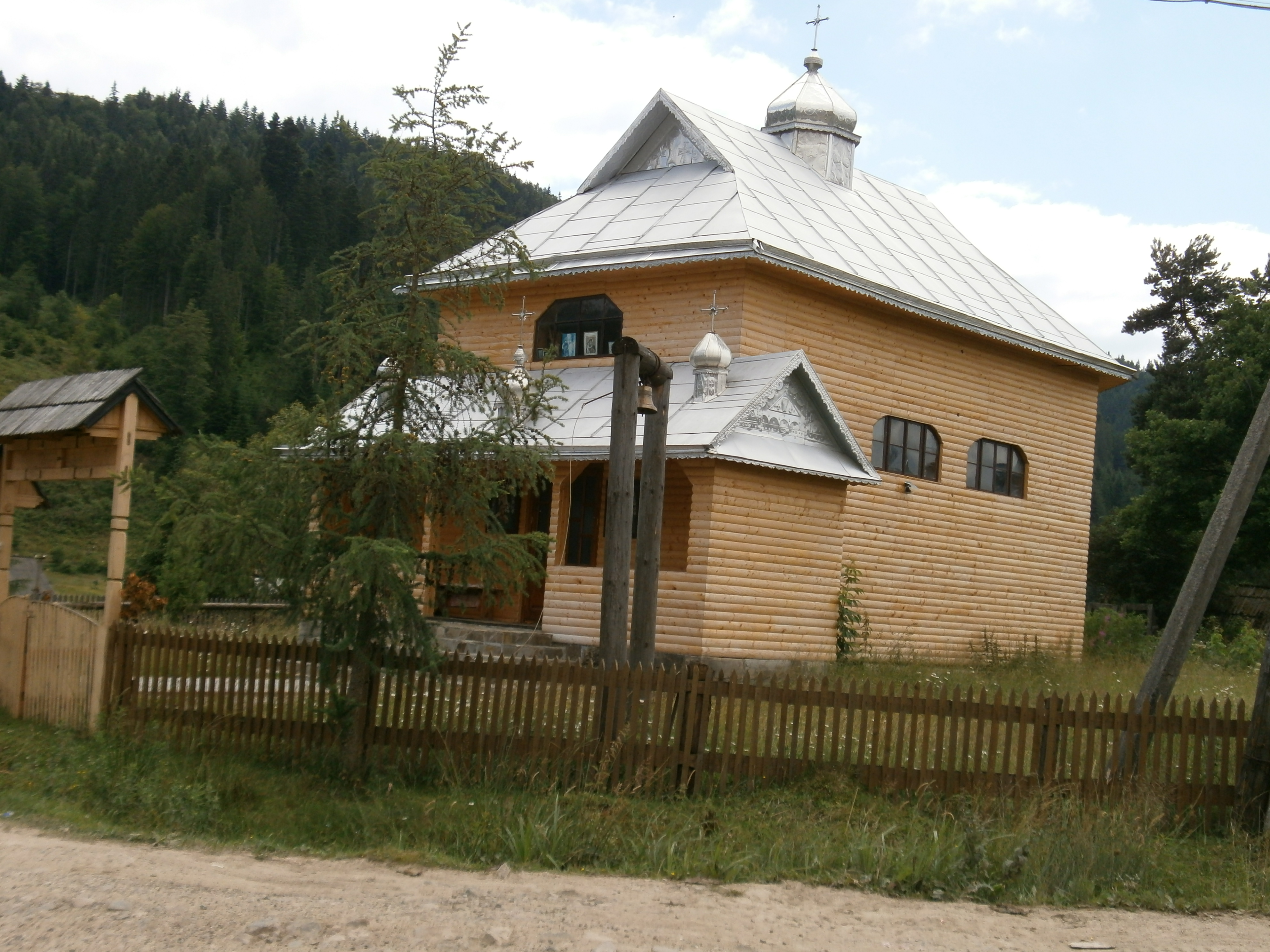
Греко-католицька церква
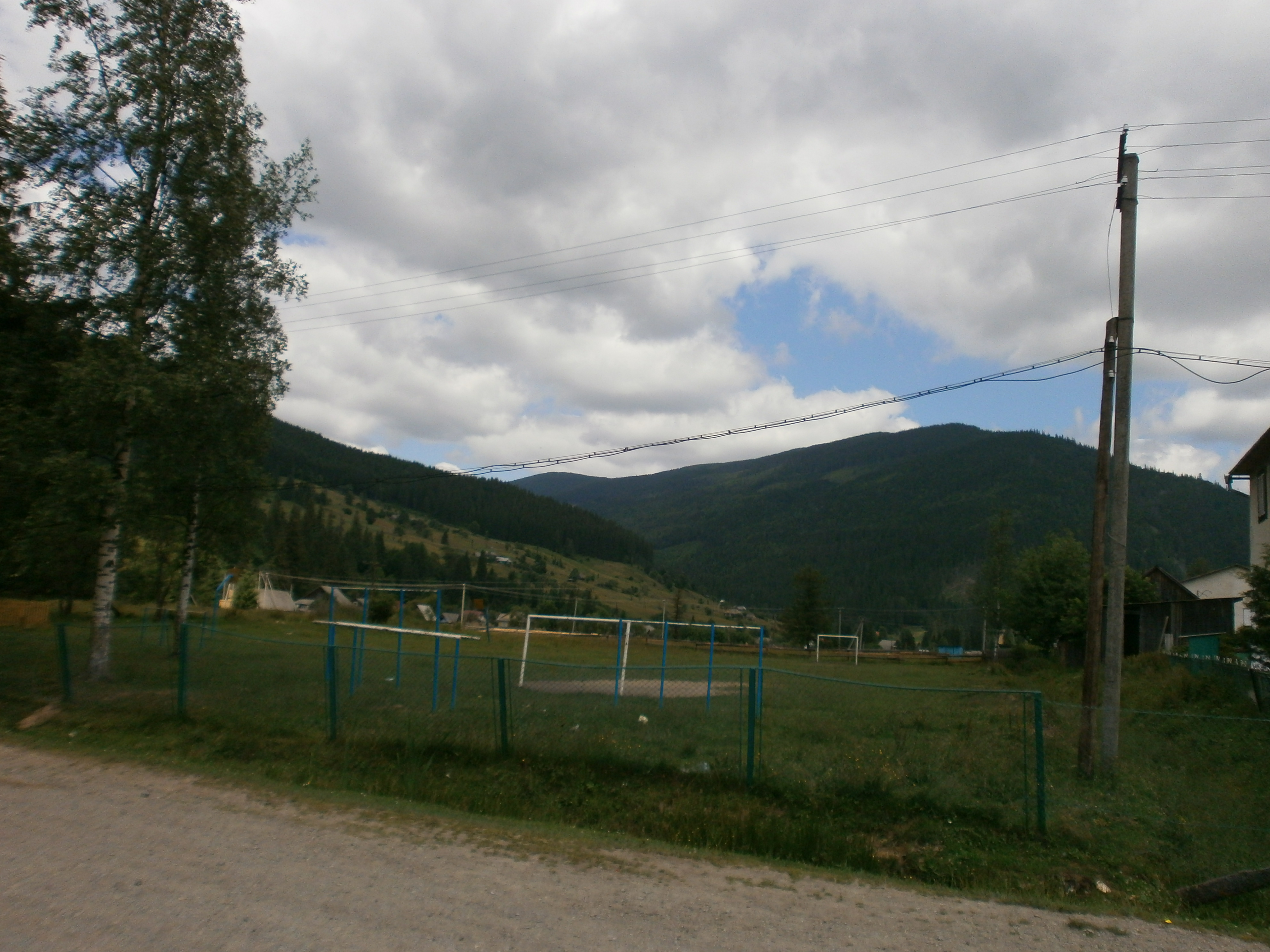
Футбольне поле поблизу автобусної зупинки
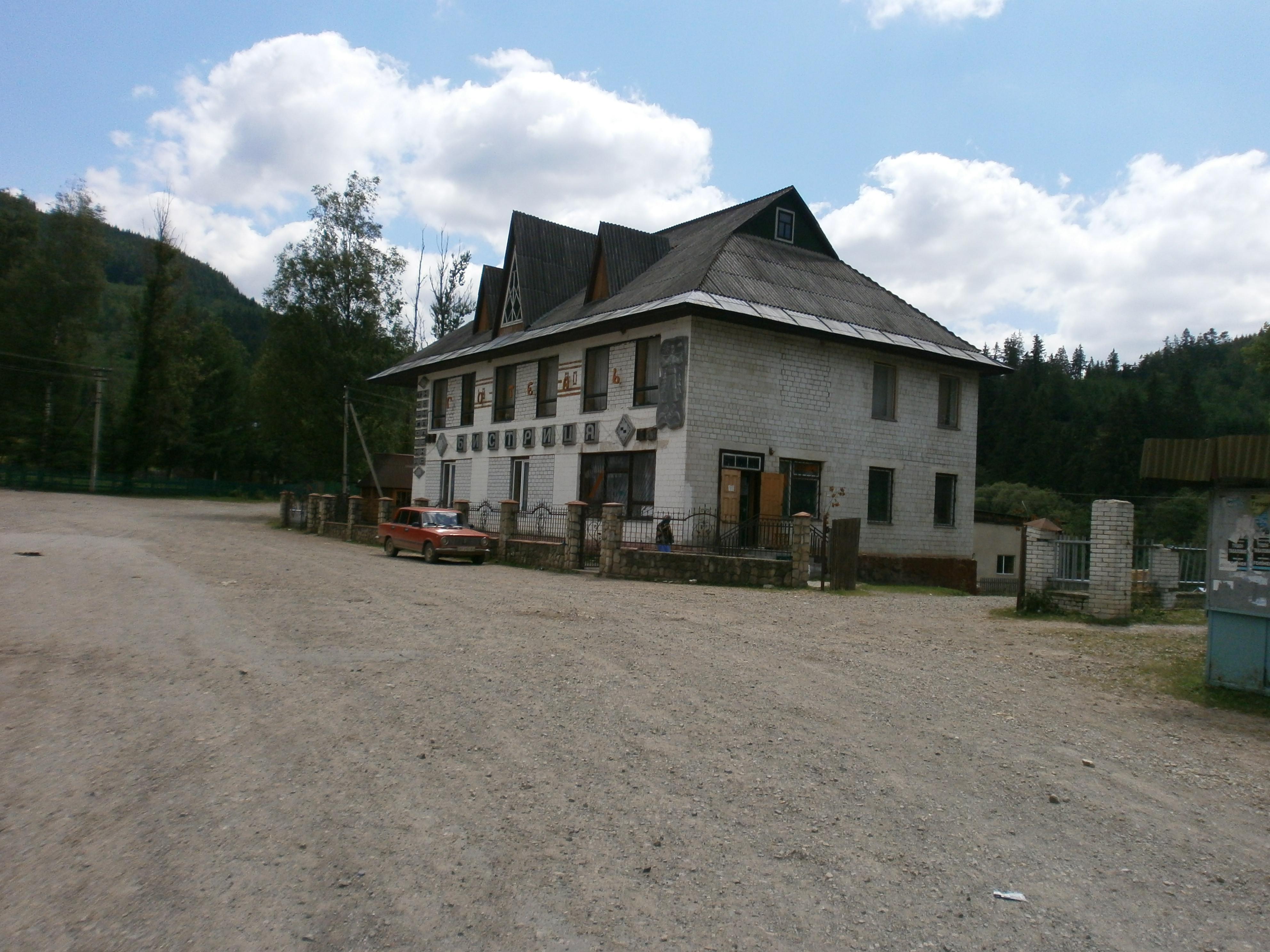
Магазин «Бистриця» поблизу автобусної зупинки
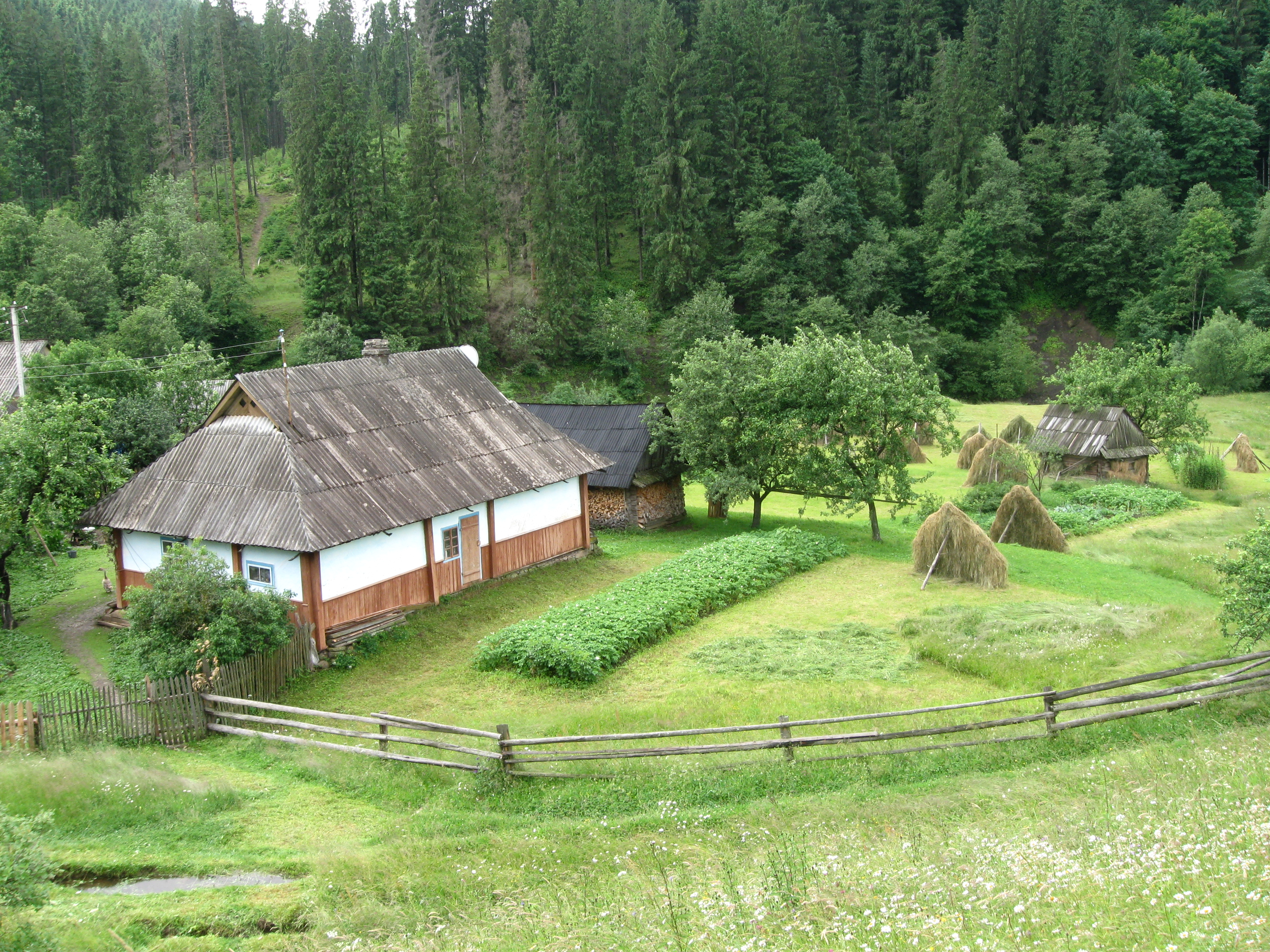
Господарство в селі
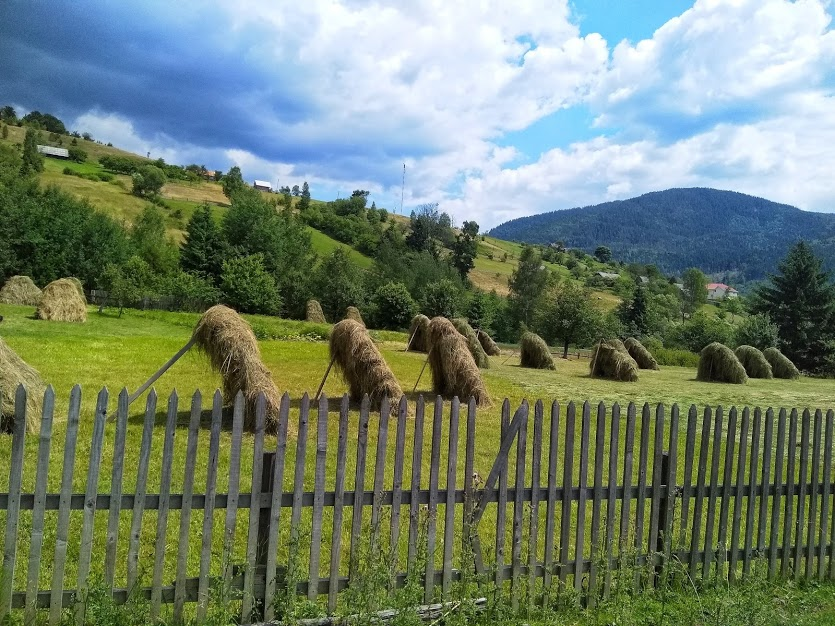
Сушиться сіно на полі